# تپه کنی حصل
تپه کنی حصل مربوط به عصر مفرغ است و در شهرستان دالاهو، بخش مرکزی، دهستان بیونیج، ۴۳۰ متری شمال غرب روستای ریسانی واقع شده و این اثر در تاریخ ۲۷ اسفند ۱۳۸۶ با شمارهٔ ثبت ۲۲۴۹۰ به‌عنوان یکی از آثار ملی ایران به ثبت رسیده است.